# Park Henryka Dąbrowskiego w Bydgoszczy

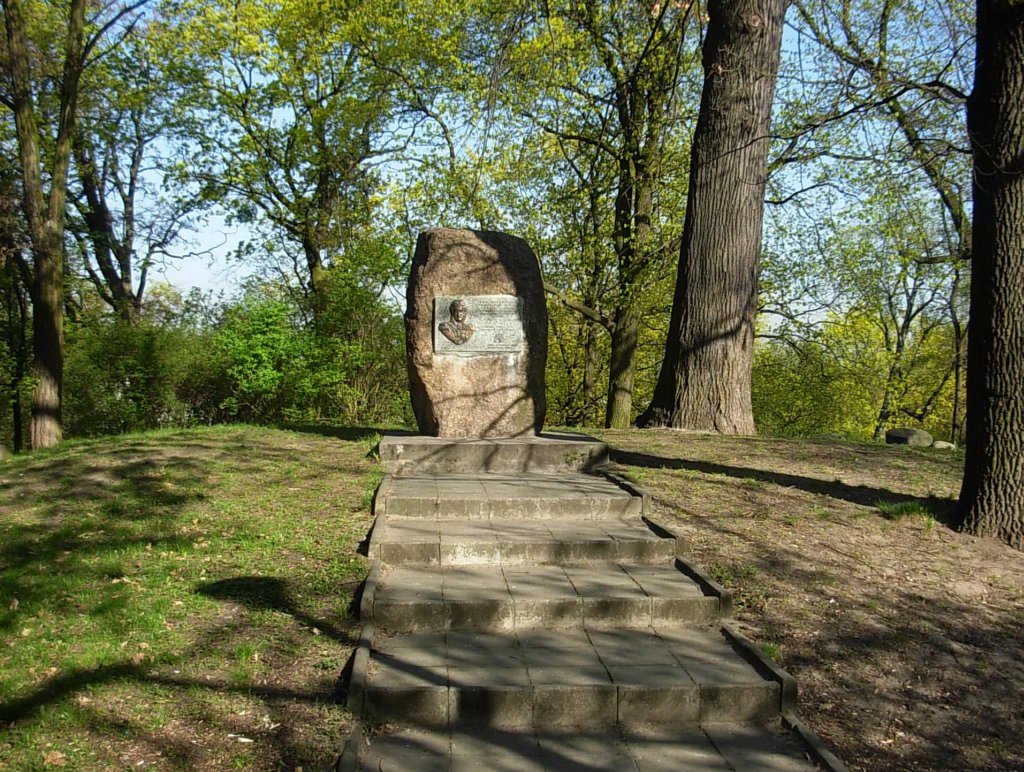
Obelisk gen. Henryka Dąbrowskiego

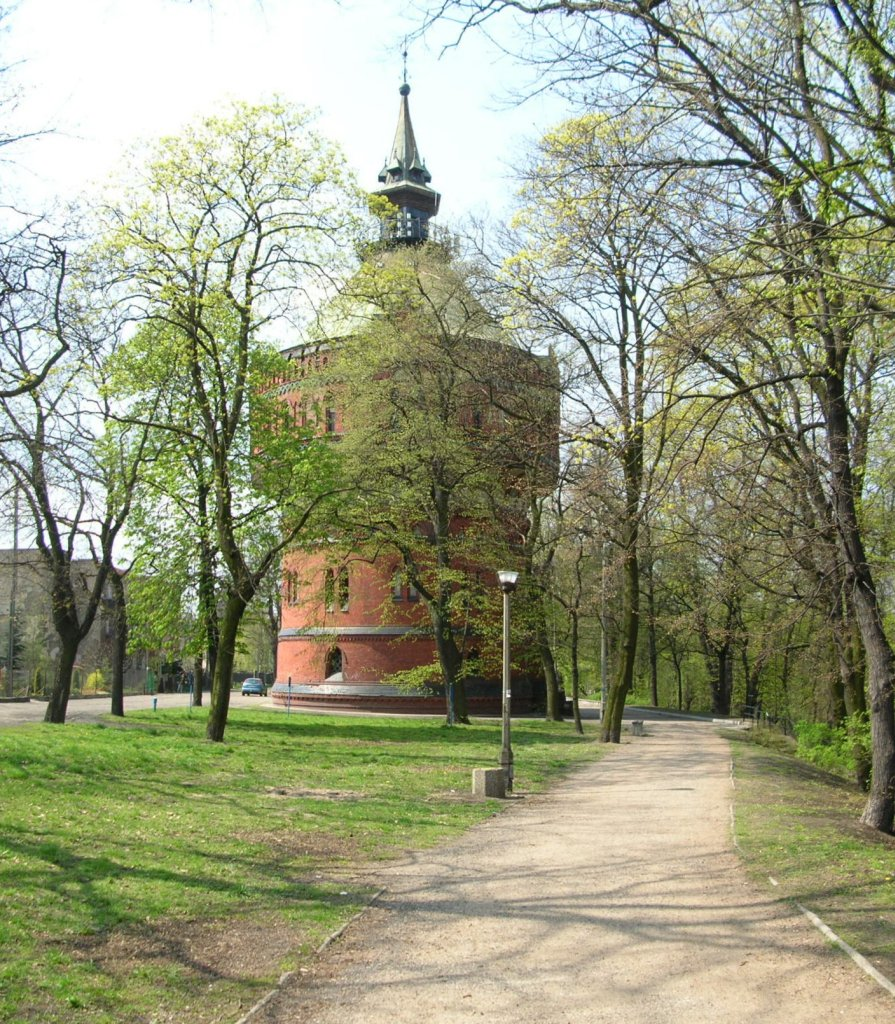
Wieża ciśnień w parku

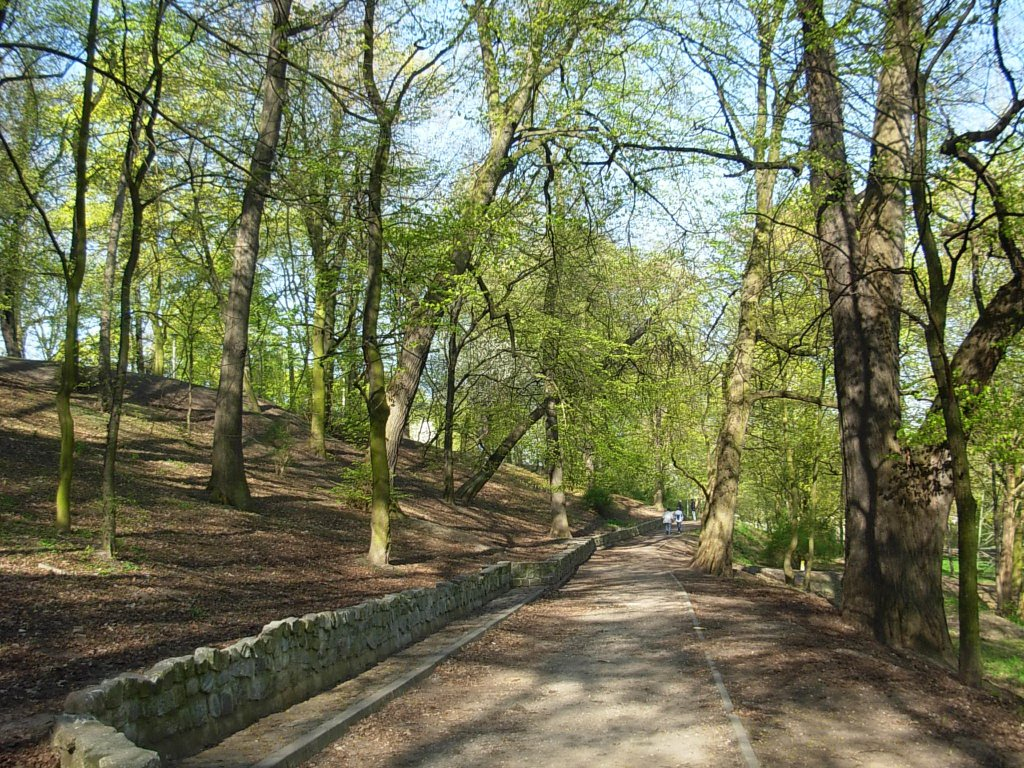
Alejka

Park gen. Henryka Dąbrowskiego – park miejski w Bydgoszczy, liczący 2,89 hektarów powierzchni.

## Lokalizacja
Teren zajmowany przez park posiada wymiary: 70 × 400 m i jest usytuowany między ulicami: Filarecką, Grudziądzką, Podgórną i Stromą, w obrębie osiedla Szwederowo w Bydgoszczy. Jest zlokalizowany na fragmencie Zbocza Bydgoskiego o deniwelacji ok. 25 m, które oddziela dwie terasy pradolinne. Miejsce to zwane jest Wzgórzem im. gen. Jana Henryka Dąbrowskiego, gdyż z tego miejsca generał dowodził szturmem Bydgoszczy 2 października 1794 r. podczas insurekcji kościuszkowskiej.

## Historia
Park założono w roku 1832 z inicjatywy prezydenta regencji bydgoskiej, Honorowego Obywatela Bydgoszczy – Carla von Wissmanna. Od jego imienia fragment zbocza, na którym został usytuowany nazwano Wzgórzem Wissmanna (niem. Wissmannshöhe).
Założenie parku było jednym z pierwszych przedsięwzięć powstałego w 1833 r. pionierskiego Towarzystwa Upiększania Miasta i Okolic. Przewodniczącym Towarzystwa był wiceprezes rejencji, a jego zastępcą – nadburmistrz miasta. W okresie pierwszych dwudziestu lat swej działalności Towarzystwo wykazało wiele inwencji w estetyzacji miasta. Planowane założenie znajdowało się na terenach przyległych do dawnego folwarku Górzyskowo oraz niewielkiego cmentarza żydowskiego.
W latach 1828–1829 miasto wykupiło zadrzewione, pagórkowate tereny, na których jesienią 1832 r. ukończono budowę parku. Założenia parkowe i nasadzenia zieleni zaprojektował oraz wykonał mistrz Barthold, a drogi parkowe, ich projekt oraz wykonanie były dziełem mistrza Klopscha. Na terenie wzgórza, jeszcze przed wykonaniem parku, rosły dęby, buki i graby, a w latach 1812–1816 nasadzono kasztanowce. Planowe zadrzewienie i zakrzewienie części górnej i tarasowej parku nastąpiło w latach 1832–1833. Nasadzono wówczas 10 gatunków krzewów ozdobnych i 100 gatunków kwiatów bylinowych i wodnych. Nasadzenie drzew dokonano jeszcze kilkakrotnie, głównie w latach: 1864, 1892, 1900, a 2 września 1871 roku zasadzono tzw. „Dąb Pokoju”.
We wschodniej części parku, na miejscu domniemanego grodziska Kujawian z VIII-XI wieku, które Niemcy nazywali Schwedenschantze (okopy szwedzkie z XVII wieku), w czasie zakładania parku wykonano punkt widokowy na miasto, a w roku 1844 ustawiono tam pomnik twórcy parku Carla von Wissmanna, zniszczony w 1928 roku.
W roku 1900, w czasie budowy ujęcia wodnego w Bydgoszczy przy ulicy Filareckiej zbudowano wysoką wieżę wodną, z galerią widokową na szczycie. Z wieży roztaczał się rozległy widok na Bydgoszcz i okolicę, w związku z czym urządzono płatne wejścia na galerię widokową
W zachodniej części wzgórza znajdowały się dwa stawy źródlane, które umiejętnie zagospodarowano, ogrodzono i oświetlono, a także urządzono wodotrysk i wodospad. Stawy te nazywano: Adlerteiche – Orle Stawy, Baptistenteiche – Stawy Baptystów. Dolny staw, do którego kaskadowo spływa woda z wodotrysku, założono w 1908 r. Hodowano w nim złote rybki – stąd staw ten nazwano Goldfischteich.
W roku 1920 park nazwano imieniem gen. Jana Henryka Dąbrowskiego na pamiątkę zajęcia Bydgoszczy przez polskie wojsko powstańcze w 1794 roku. Korpus Dąbrowskiego 2 października dotarł do Bydgoszczy i zatrzymał się na wzgórzach na południe od miasta. W pobliżu dzisiejszej wieży ciśnień rozstawiono wówczas artylerię, która ostrzeliwała miasto, głównie Bramę Poznańską.
W dwudziestoleciu międzywojennym dewastacji uległ cmentarz żydowski sąsiadujący z parkiem. W 1930 r. dokonano nasadzeń nowych drzew i krzewów, a obszar parku wynosił 2,85 ha, nieco więcej niż obecnie. W roku 1938 rosło w parku 56 gatunków drzew i krzewów, m.in.: dąb bezszypułkowy, kasztanowiec biały i kasztanowiec czerwony, klon pospolity, klon polny, klon jawor, olsza czarna, grab, akacja syberyjska płacząca, jesion pospolity, buk zwyczajny, topola piramidalna, lipa drobnolistna, lipa szerokolistna (w pobliżu ulicy Stromej), czeremcha, jarząb szwedzki, wiąz górski, wiąz szypułkowy, winorośl wonna, cyprys nutka, cyprys groszkowy, modrzew europejski, jodła Douglasa, sosna pospolita, sosna Banka, świerk sitkański, cis pospolity, cisowiec dwustronny.
W parku znajdowały się aleje: topolowa, lipowa, klonowa i dębowa.
W 1942 r. zlikwidowany został cmentarz żydowski, który po wojnie zagospodarowano zielenią.
Na początku lat 50. XX wieku, we wschodniej części parku władze ustawiły wieżę drewnianą o wysokości 25 m, na której zainstalowano zagłuszarkę audycji radiowych nadawanych z Zachodniej Europy. 18 listopada 1956 r. społeczeństwo Bydgoszczy w spontanicznej manifestacji spaliło maszt radiostacji zagłuszającej. W latach następnych uczestnicy akcji zostali poddani represjom, lecz radiostacja nie została odbudowana.
W 1995 r. na wzgórzu, w zachodniej części parku ustawiono obelisk z tablicą pamiątkową ku czci generała Henryka Dąbrowskiego. Autorem projektu monumentu jest art. rzeźb. Krystyna Panasik. Z kolei w 1996 r. w miejscu dawnej zagłuszarki audycji radiowych umieszczono tablicę pamiątkową. W 2002 r. wykonano remont alejek parkowych, konserwację zieleni, odtworzono system kaskadowych stawów, wraz z fontannami i wodospadem.
W 2016 opracowano projekt rewaloryzacji parku, przewidujący jego wzbogacenie w elementy małej architektury (ławki, tablice informacyjno-dydaktyczne, barierki, karmniki, murki, budki lęgowe dla ptaków i nietoperzy, hotele dla owadów, kosze na śmieci, stylizowane latarnie ledowe), odtworzenie fragmentów historycznego układu przestrzennego terenu parku (m.in. odtworzenie na dolnym tarasie placu wypoczynkowego z punktem widokowym), wytyczenie brakujących ścieżek (zwłaszcza w zachodniej części parku, do pomnika Henryka Dąbrowskiego), wykonanie kamiennych schodów do ul. Stromej, przebudowę oświetlenia oraz nowe nasadzenia drzew i krzewów (m.in. azalii, magnolii i różaneczników), zwłaszcza tych, których owoce stanowić będą pokarm dla ptaków i owadów. Do prac rewaloryzacyjnych przystąpiono w sierpniu 2018. Wszystkie przewidziane prace pochłonęły 2,5 mln zł i zakończyły się w czerwcu 2019.

## Park jako element bydgoskiej alei spacerowo-widokowej
Od II połowy XIX wieku park Henryka Dąbrowskiego stanowi element ciągu zieleni rozmieszczonego wzdłuż Zbocza Bydgoskiego. Na krawędzi górnego tarasu Bydgoszczy wiedzie (obecnie częściowo przerwana) aleja spacerowa o długości ok. 6 km, z której można z wysokości ok. 30 m obserwować panoramę miasta.
Odcięte parowami i wiodącymi w nich drogami wzgórza zaadaptowano na parki. Były to kolejno: 
- park na Wzgórzu Książęcym. Jest to wzgórze między ulicami: Lubelską i Seminaryjną, zagospodarowane w 1834 r. na park tarasowy z drzewostanem złożonym z dębów, buków, grabów, jesionów, lip, klonów i kasztanowców. 15 czerwca 1835 r. park zwiedził następca tronu pruskiego, późniejszy Fryderyk Wilhelm IV i nazwał go Prinzehöhe. Pozostałością po parku jest istniejąca aleja przy ul. Seminaryjnej naprzeciw szpitala oraz zieleń na zboczu[1];
- park na Wzgórzu Naumanna. Jest to wzgórze między ulicami Szubińską, Seminaryjna i Wysoką. W 1870 r. park (7 ha) na wzgórzu założył ówczesny prezydent regencji bydgoskiej i prezes Bydgoskiego Towarzystwa Upiększania Miasta Johann Gottlieb Naumann. Po jego śmierci wzgórze nazwano Naumannshöhe. W 1907 r., po budowie budynku Katolickiego Seminarium Nauczycielskiego park podzielono na część szpitalną należącą do Szpitala Diakonisek (zbud. 1885 r., dzisiaj Kujawsko-Pomorskie Centrum Pulmonologii) i część szkolną należącą do seminarium nauczycielskiego[1];
- park gen. Henryka Dąbrowskiego;
- Aleja Górska (1890–1942);
- park na Wzgórzu Wolności (do 1920 r. Bismarckhöhe 1911–1913);
- aleje spacerowo-widokowe na Wyżynach i Kapuściskach (1950–1980).

## Nazwy
W przekroju historycznym park posiadał następujące nazwy:
- 1844–1920 – Wissmannshöhe od Carla von Wissmanna, prezydenta rejencji bydgoskiej
- 1920–1939 – park gen. Henryka Dąbrowskiego od Jana Henryka Dąbrowskiego, wyzwoliciela Bydgoszczy spod władzy pruskiej podczas insurekcji kościuszkowskiej
- 1939–1945 – Wissmannshöhe
- od 1945 – park gen. Henryka Dąbrowskiego (nazwa formalnie obowiązuje od 26 czerwca 2019; wcześniej zwany Parkiem na Wzgórzu Dąbrowskiego)[11]

Patronem parku jest generał Jan Henryk Dąbrowski – twórca Legionów Polskich we Włoszech, generał insurekcji kościuszkowskiej, zdobywca Bydgoszczy w 1794 r.

## Zieleń
Na terenie parku znajdują się dwa stawy usytuowane kaskadowo oraz ścieżki spacerowe, zarówno na górnym, jak i dolnym tarasie, połączone schodami. Rośnie tu ok. 50 gatunków drzew i krzewów, m.in. lipa szerokolistna, kasztanowiec zwyczajny, buk zwyczajny, robinia akacjowa, klon zwyczajny, klon polny i jawor. Akcentem architektonicznym jest zabytkowa wieża ciśnień, która od 1900 służyła do regulacji ciśnienia w miejskiej sieci wodociągowej, a w latach 90. XX w. była wykorzystywana jako miejsce organizacji imprez artystycznych. Od 2012 r. mieści się w niej Muzeum Wodociągów oraz miejski punkt widokowy.
W parku im. Henryka Dąbrowskiego i jego najbliższym otoczeniu znajduje się 6 pomników przyrody:
| Nr | Typ                 | Lokalizacja                                    | Obwód przy powołaniu | Obwód w 2011 roku                                 |
| 1. | Miłorząb dwuklapowy | przy ul. Filareckiej (górny staw)              | 70 cm                | 96 cm                                             |
| 2. | Wiąz turkiestański  | przy ul. Filareckiej (górny staw)              | 220 cm               | 248 cm                                            |
| 3. | Lipa drobnolistna   | dolny taras parku                              | 390 cm               | 499 cm                                            |
| 4. | Wierzba biała       | pomiędzy stawami                               | 445 cm               | 519 cm najdorodniejsza wierzba biała w Bydgoszczy |
| 5. | Dąb szypułkowy      | na terenie Gimnazjum nr 22, ul. Dąbrowskiego 8 | 320 cm               | 367 cm                                            |
| 6. | Dąb czerwony        | na terenie Gimnazjum nr 22, ul. Dąbrowskiego 8 | 260 cm               | 296 cm                                            |

Przy ul. Filareckiej rósł pomnik przyrody – dąb kaukaski o obwodzie 204 cm, którego ochronę zniesiono uchwałą nr XX/363/11 Rady Miasta Bydgoszczy ze względu na utratę wartości przyrodniczych.

## Walory przyrodnicze
W „Programie Ochrony Środowiska dla miasta Bydgoszczy na lata 2013-2016 z perspektywą do 2020 roku” park wskazano jako obszar mieszczący cenne siedliska przyrodnicze, nie objęte jednak ochroną prawną. Dendroflorę parku stanowi cenny drzewostan w tym m.in. stare, okazałe lipy, klony pospolite. Miejscami silnie rozwinęła się warstwa krzewów, będąca schronieniem i miejscem lęgów wielu drobnych ptaków śpiewających. Stwierdzono 24 gatunki lęgowe oraz 4 nielęgowe.

## Galeria

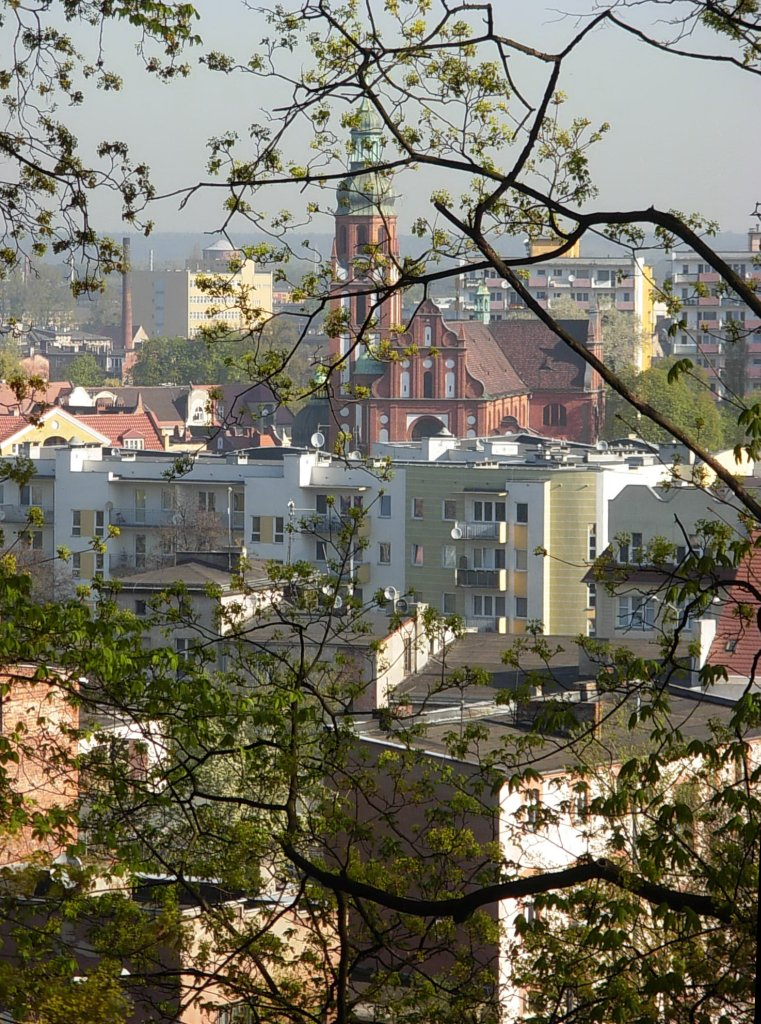
Widok z parku
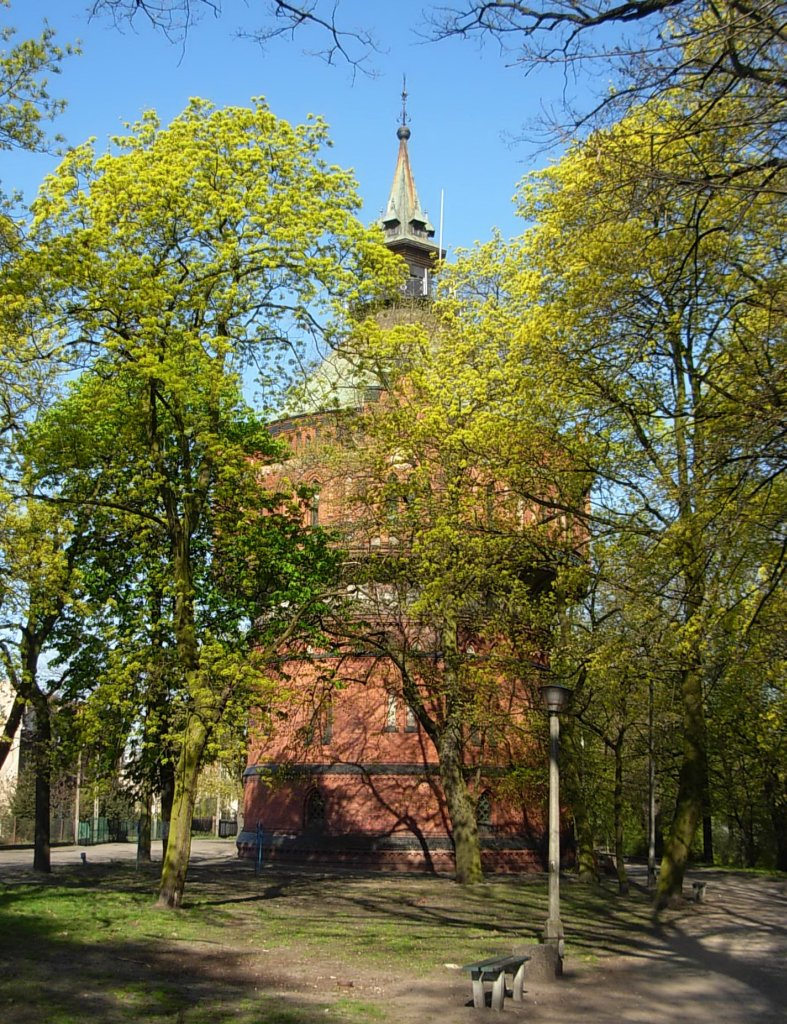
Wieża ciśnień
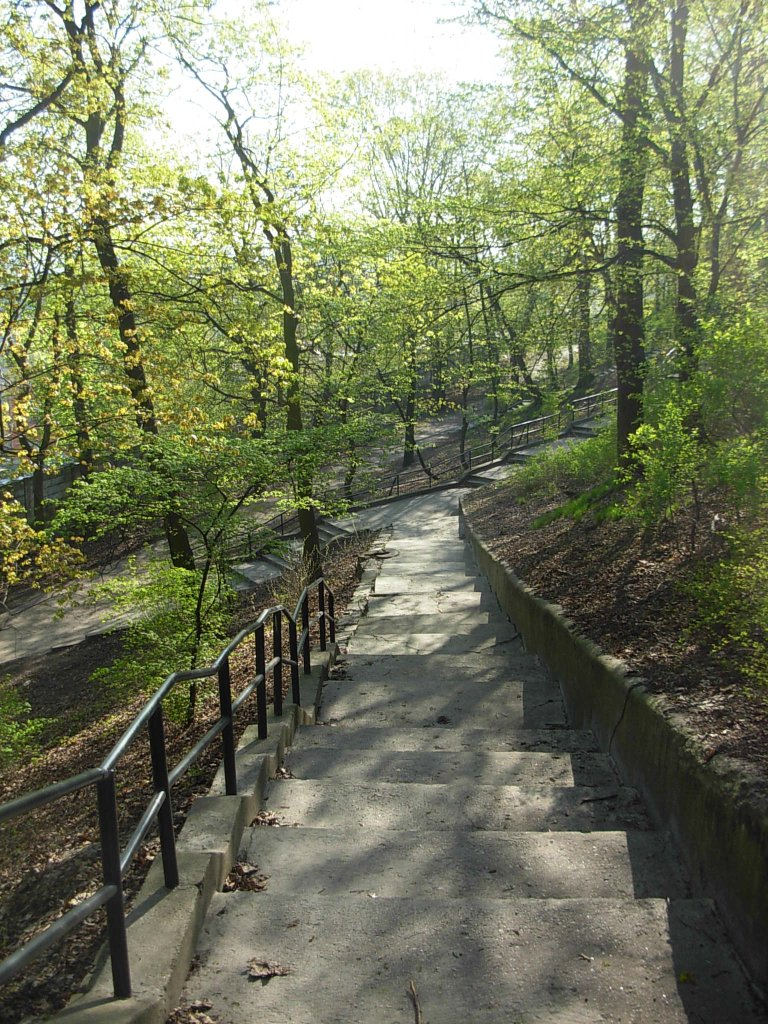
Schody
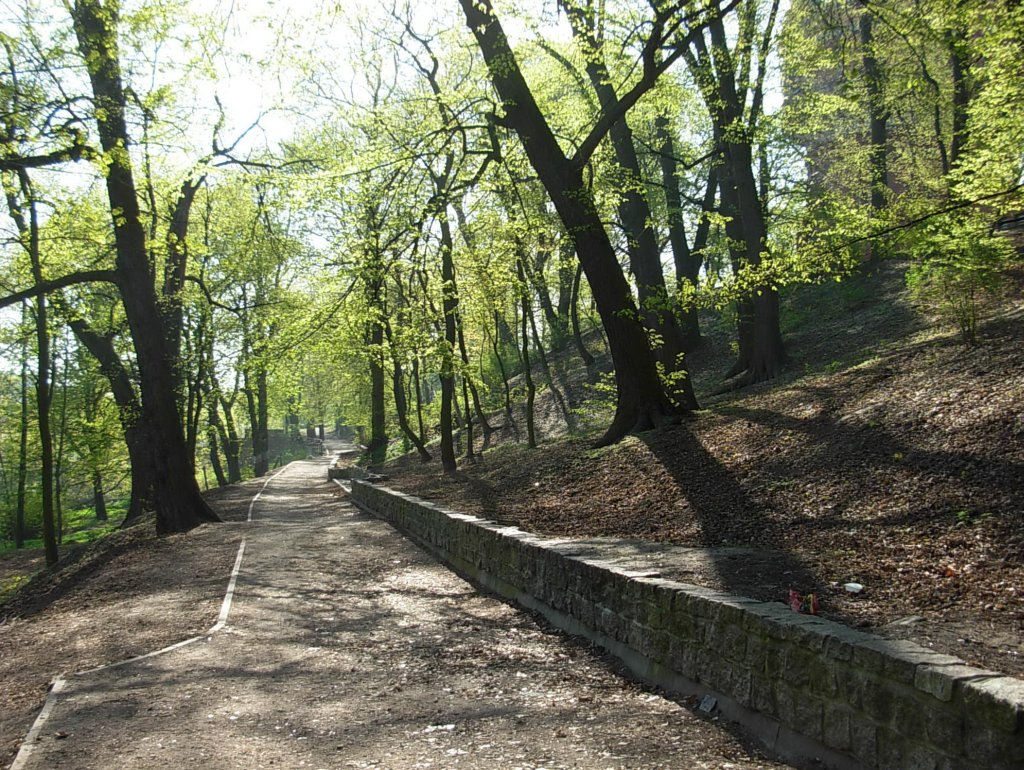
Dolna alejka
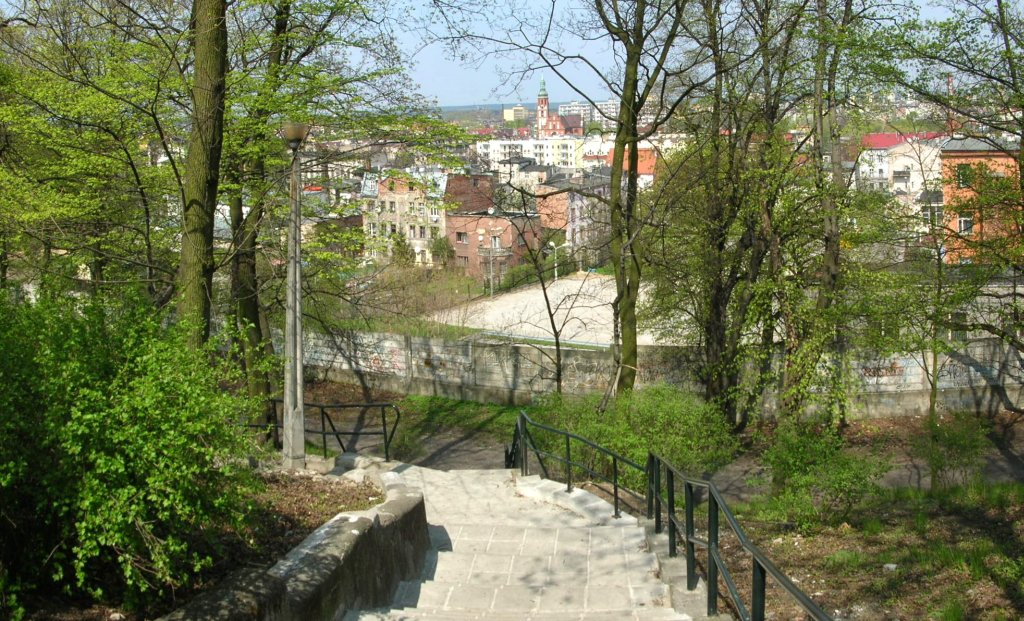
Schody z widokiem na miasto
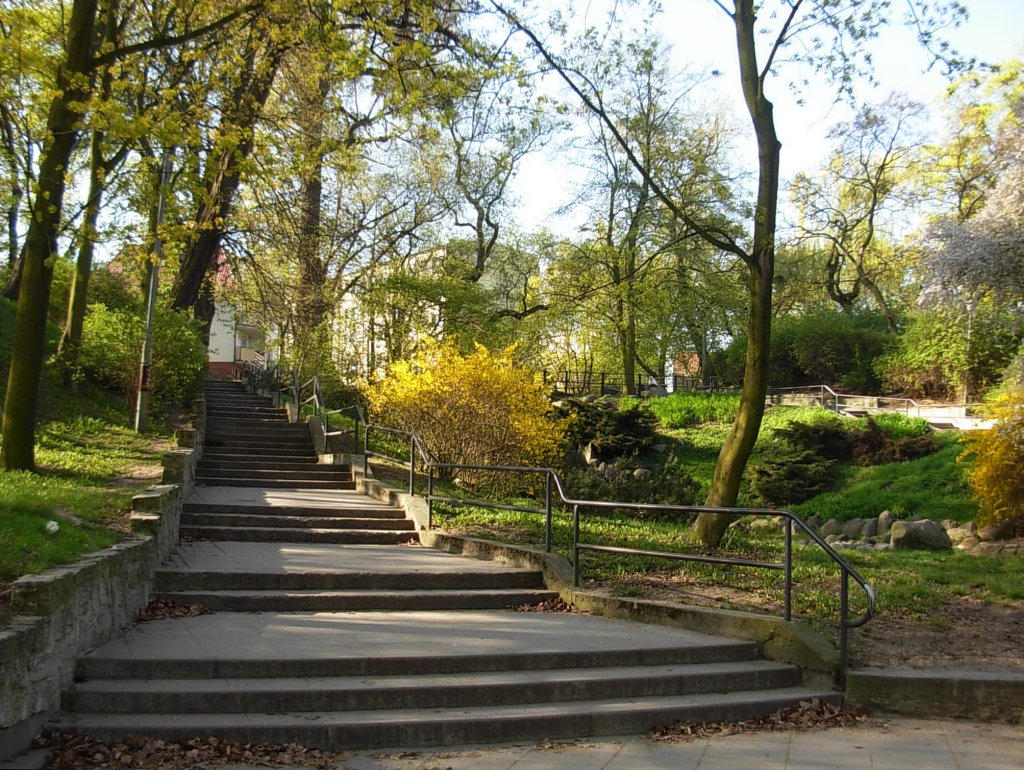
Schody
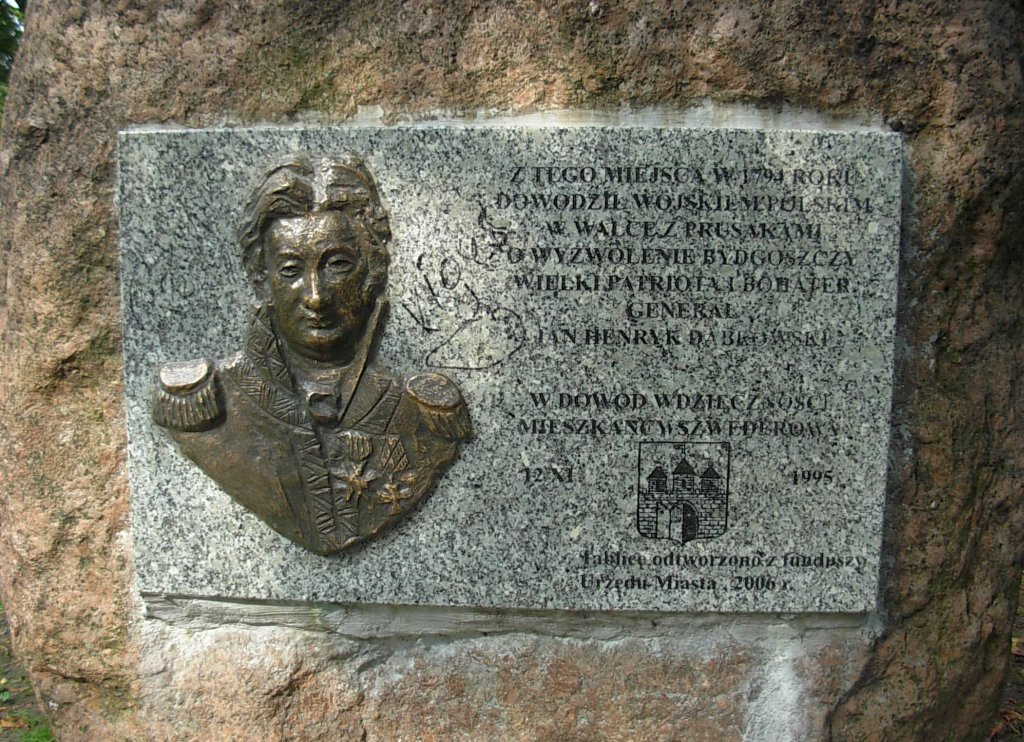
Tablica na obelisku gen. Henryka Dąbrowskiego
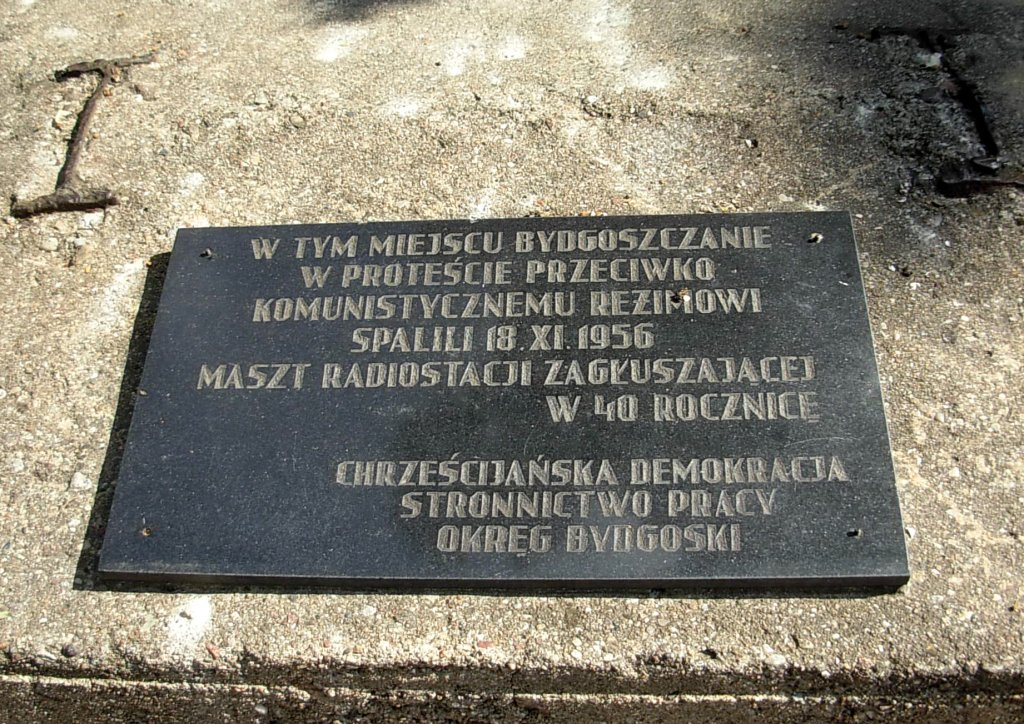
Tablica upamiętniająca spalenie zagłuszarki audycji Wolna Europa przez społeczeństwo Bydgoszczy 18 listopada 1956 r.
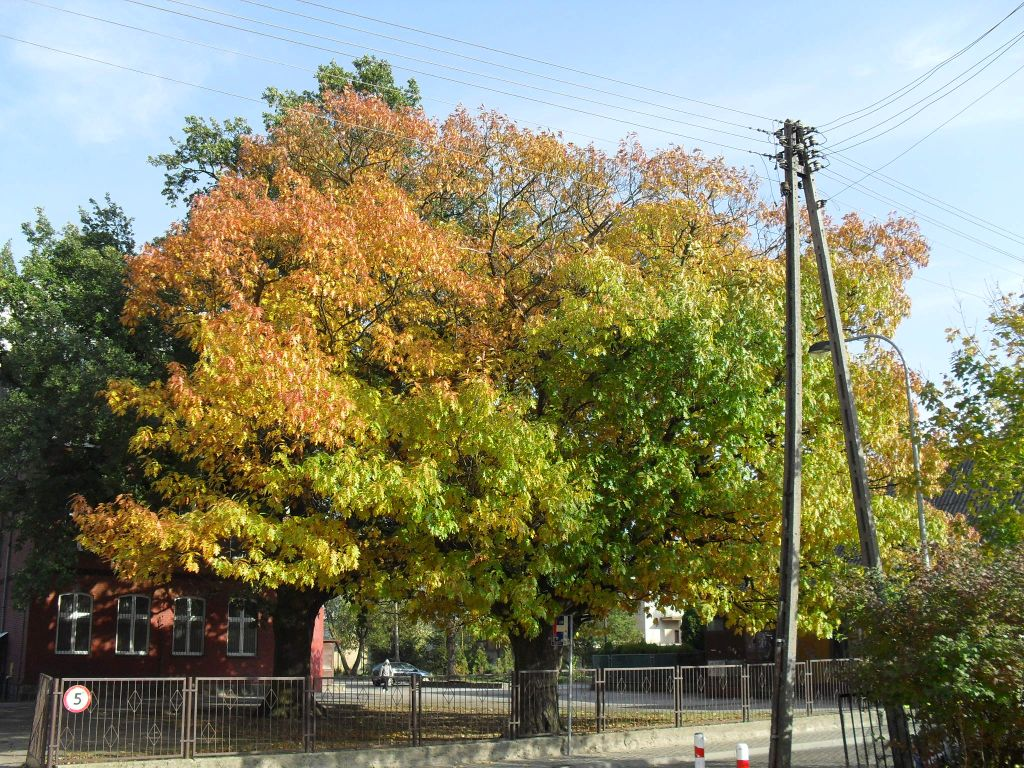
Dąb czerwony przy ul. gen H. Dąbrowskiego 8
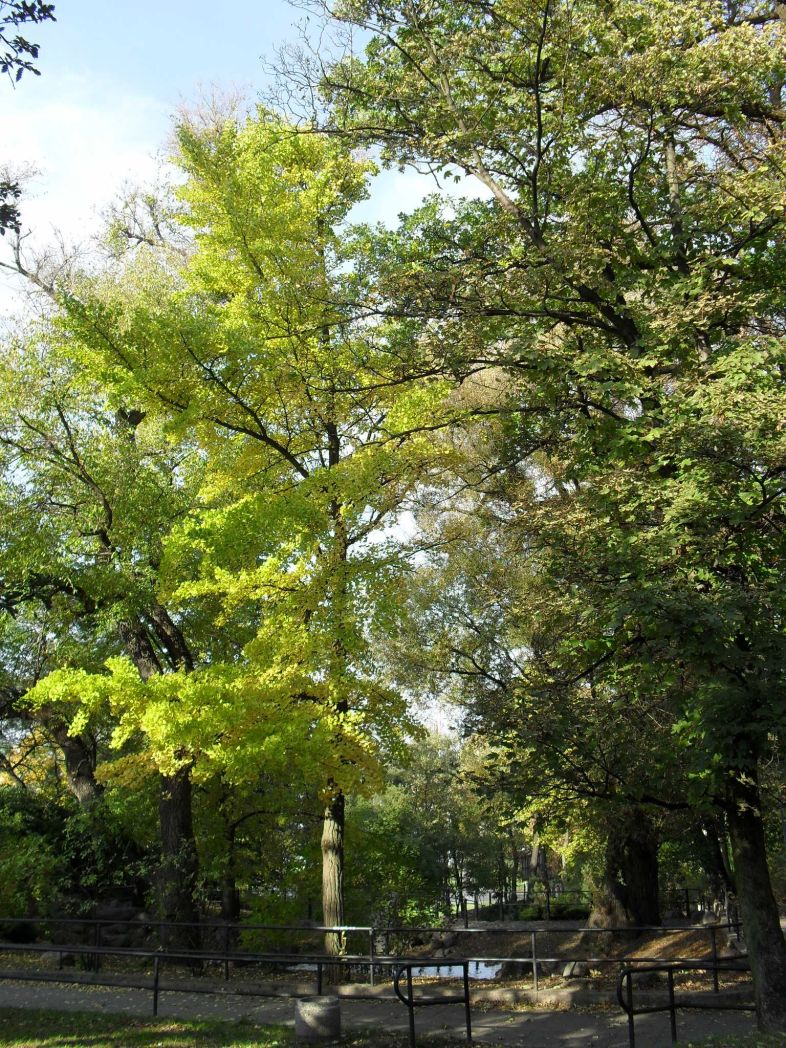
Miłorząb dwuklapowy przy górnym stawie
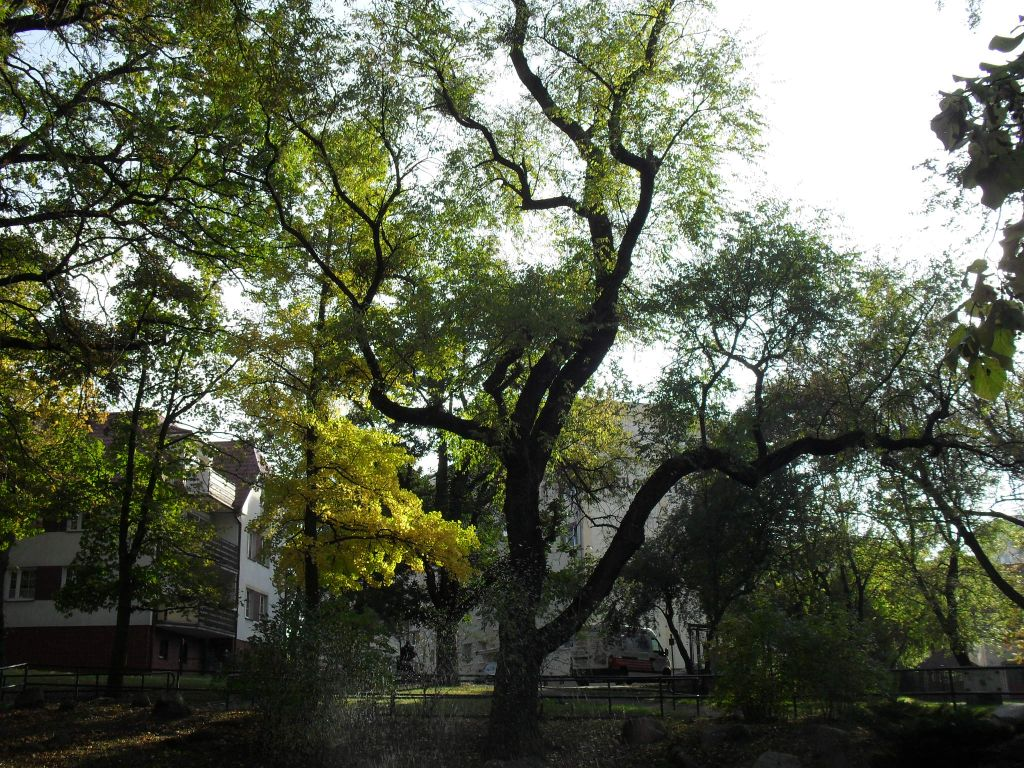
Wiąz turkiestański i miłorząb dwuklapowy
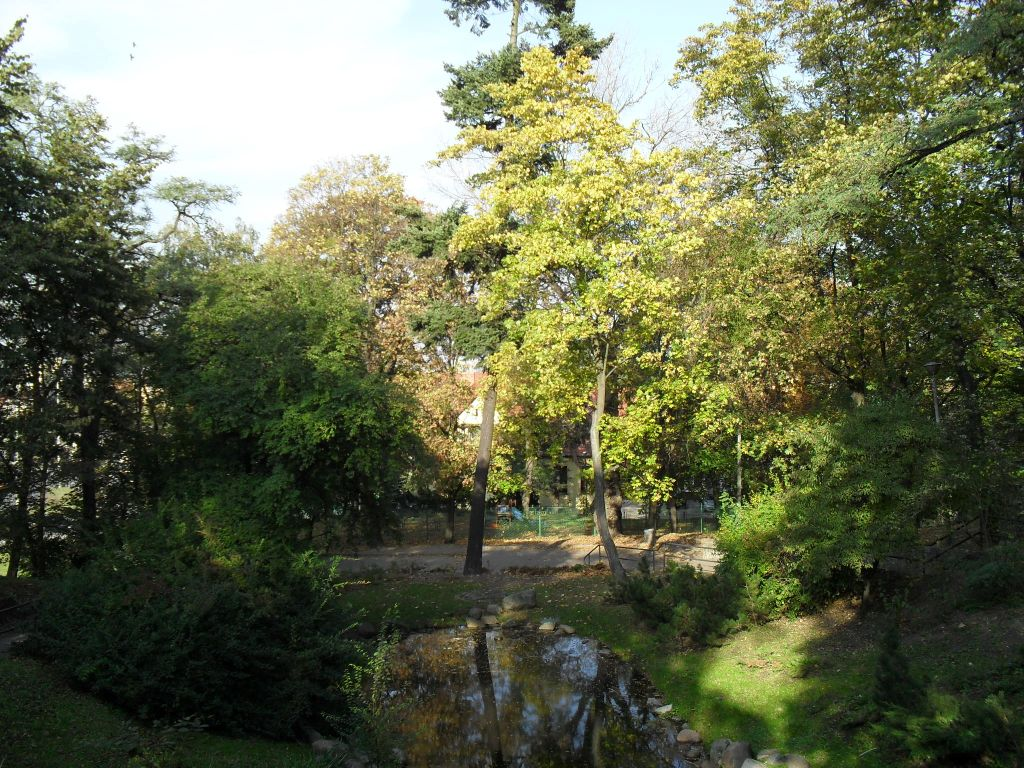
Staw dolny
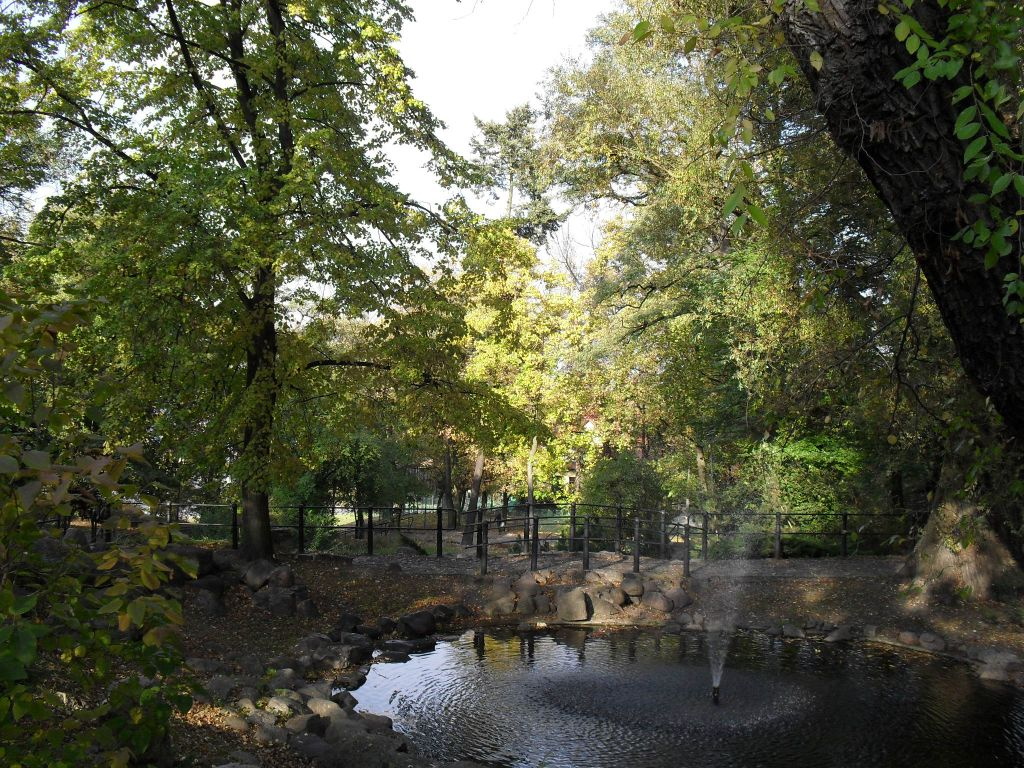
Staw górny
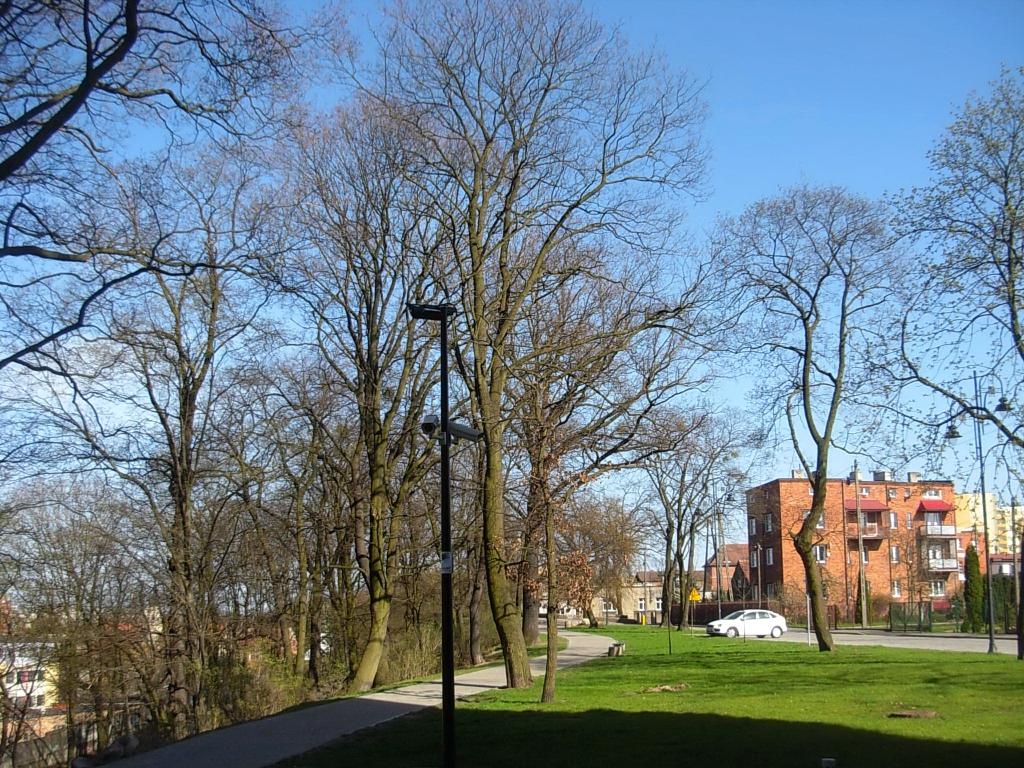
Górny taras
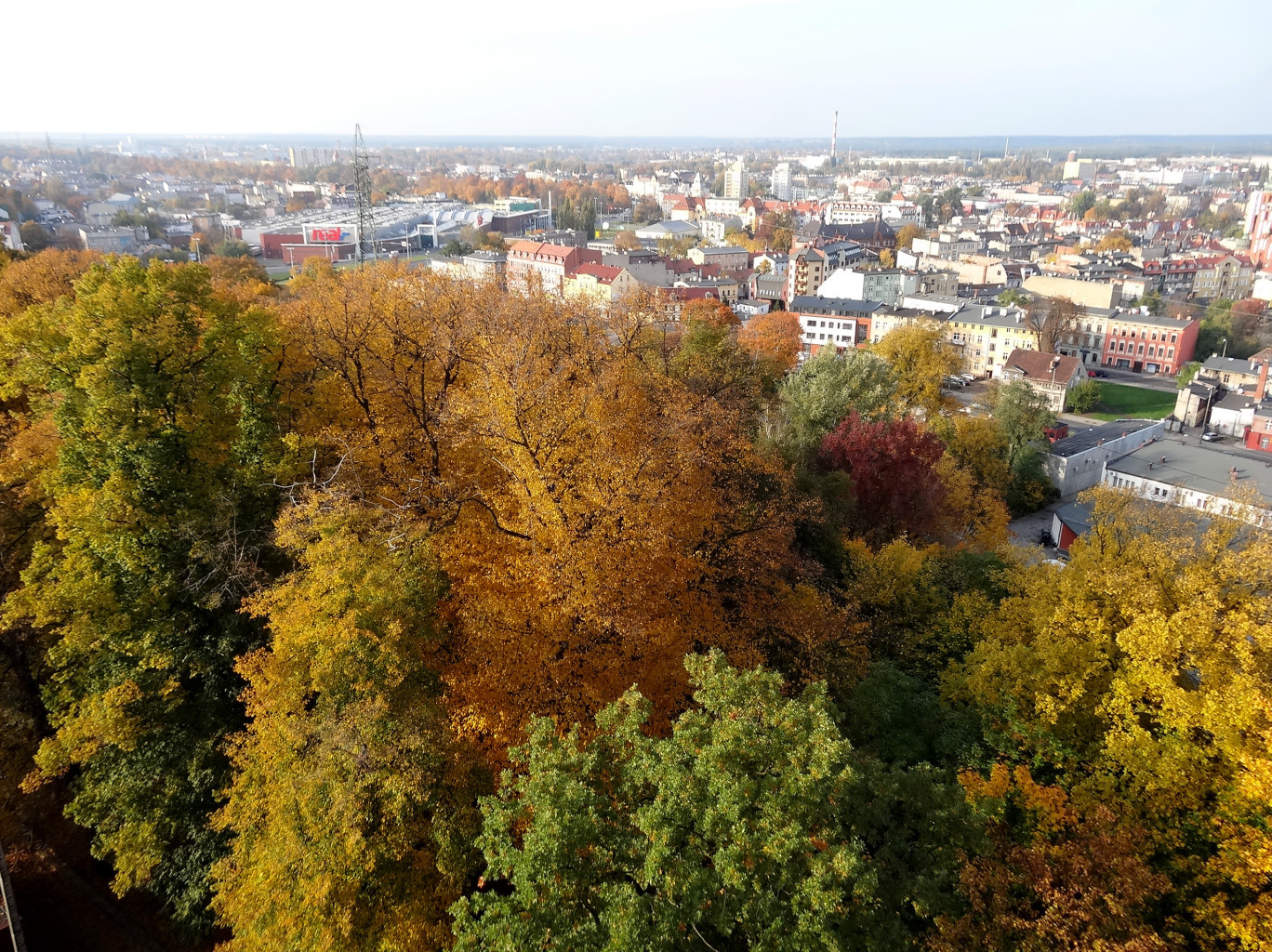
Widok na park z wieży ciśnień